# أوسكار أنطونيو أولوا
أوسكار أنطونيو أولوا (بالإسبانية: Óscar Antonio Ulloa)‏ هو لاعب كرة قدم سلفادوري في مركز الهجوم، ولد في 16 سبتمبر 1963 في السلفادور. شارك مع منتخب السلفادور لكرة القدم. أما مع النوادي، فقد لعب مع نادي سانتانيكوس أسوشيتد.

## وصلات خارجية
- أوسكار أنطونيو أولوا على موقع الاتحاد الدولي (مؤرشف)  (الإنجليزية)